# 沙溪乡 (明溪县)
沙溪乡是中国福建省三明市明溪县下辖的一个乡。

## 行政区划
沙溪乡共辖6个行政村，分别是：
沙溪村、梓口坊村、碧州村、永溪村、瑶奢村、六合村。